# 滇藏舌唇兰
滇藏舌唇兰（学名：Platanthera bakeriana）为兰科舌唇兰属下的一个种。

## 扩展阅读
- 維基物種上的相關：滇藏舌唇兰